# 普弗萊格湖
47°31′15″N 11°04′50″E / 47.520710°N 11.080470°E

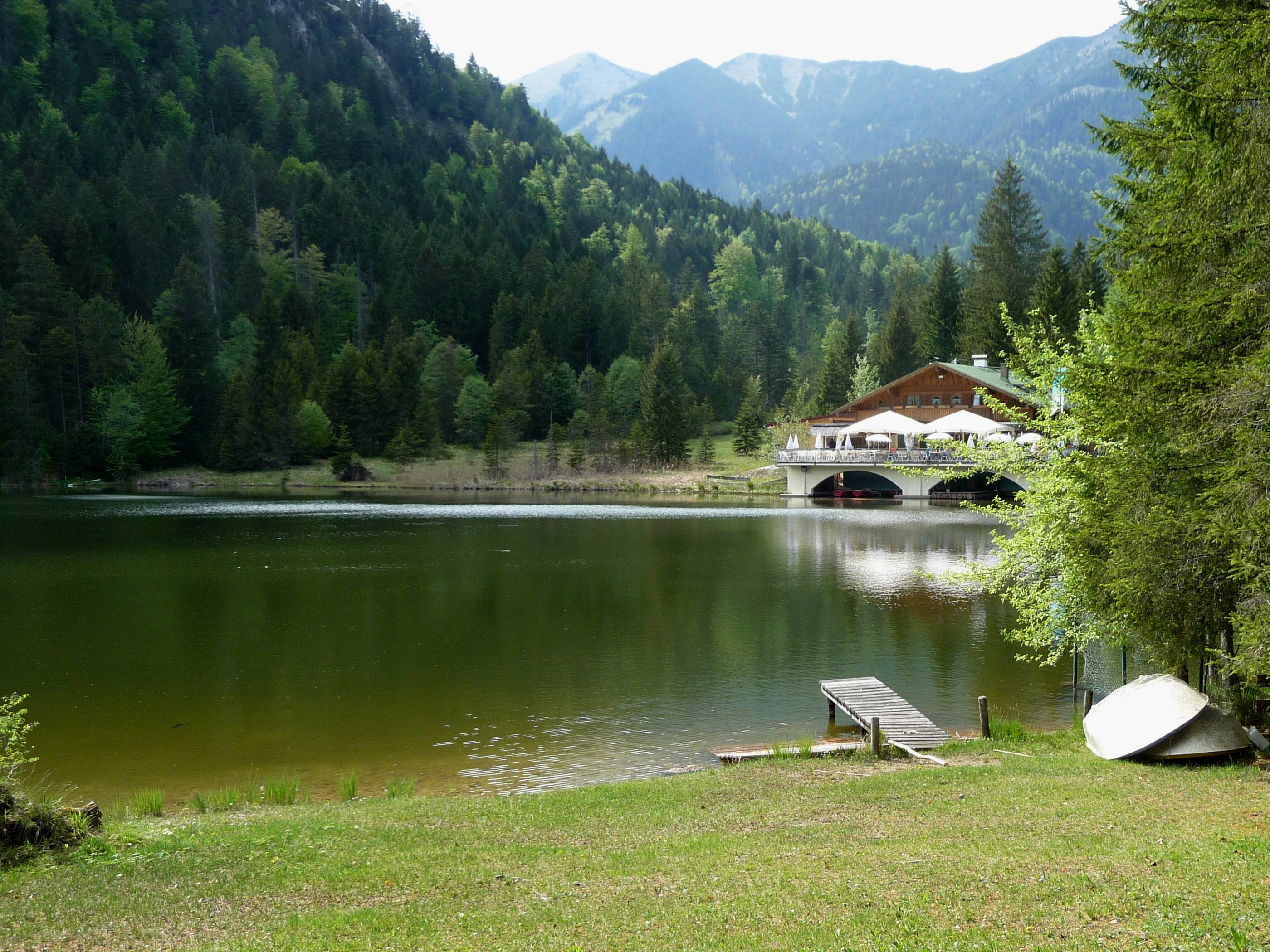

普弗萊格湖（德語：Pflegersee），是德國的湖泊，位於該國東南部，由巴伐利亞州負責管轄，處於加米施-帕滕基興縣，長0.2公里、寬0.2公里，面積0.02平方公里，海拔高度845米，最大水深3.2米。